# Callabraxas maculata
Callabraxas maculata är en fjärilsart som beskrevs av Swinhoe 1894. Callabraxas maculata ingår i släktet Callabraxas och familjen mätare. Inga underarter finns listade i Catalogue of Life.